# 车城东路站
车城东路站位于中华人民共和国湖北省武汉市汉南区武汉经济技术开发区，是武汉地铁6号线的地铁车站。

## 车站结构
车站位于车城北路与车城东路交汇处，沿车城北路敷设。

### 楼层分布
| 地面     | 地面               | 出入口                               |  |  |
| 地下一层 | 站厅               | 售票机、客服中心、武漢通充值、洗手間 |  |  |
| 地下二层 |                    | █ 6号线 往新城十一路（江城大道）     |  |  |
|          | 岛式站台，左侧开门 |                                      |  |  |
|          |                    | █ 6号线 往东风公司（东风公司）       |  |  |

### 車站出口
|                                                 |      |                                                                                           |
| 出口編號                                        | 設施 | 建議前往的目的地                                                                          |
| A                                               |      | 車城北路 車城東路、神北二路、海爾工業園、協和醫院西院、神龍國家青年公寓                   |
| B₁                                              |      | 車城東路 科技園二路、東風鴻泰控股集團、武漢經開汽車維修有限公司、湖北長天通信科技有限公司 |
| B₂                                              |      | 車城東路 科技園三路、東風鴻泰汽車銷售有限公司沌口分公司、紅升高科園                       |
| C                                               |      | 車城北路 車城東路、神北一路、萬科翡翠玖璽                                                 |
| 注： 設有升降機 \| 設有輪椅升降台 \| 設有洗手間 |      |                                                                                           |

## 运营信息
- 6号线首末班车时间

## 鄰近地點
武汉海尔工业园、武汉经济开发区艺术创意产业园、南太子湖、协和医院西区、红升高科园、武汉市食品化妆品开发区监督二所、武汉经济技术开发区生产力促进中心等。

### 内部链接
- 武汉地铁车站列表